# Museo Nacional de Irak
El Museo Nacional de Irak (en árabe: المتحف العراقي) es un museo situado en Bagdad, Irak que alberga preciosas reliquias de la civilización mesopotámica, algunas de los cuales fueron saqueadas durante la invasión de Irak de 2003. 

## Historia
El museo fue inaugurado bajo el nombre primigenio Museo Arqueológico de Bagdad por la escritora y viajera británica, Gertrude Bell en 1926. Ante la necesidad de un mayor espacio para albergar los hallazgos que se iban encontrando en las excavaciones arqueológicas, se construyó un nuevo edificio entre 1957 y 1963 y se inauguró en 1966. Posteriormente se añadió otro edificio al museo, en 1983.

### Guerra del Golfo
El museo fue cerrado en 1991 durante la Guerra del Golfo por temor a los ataques aéreos por parte del ejército estadounidense, y no se volvió a reabrir hasta el 28 de abril de 2000, con motivo del aniversario de Saddam Hussein. Durante el período en que Saddam estuvo en el poder, el museo únicamente podía ser visitado por el círculo cercano de amigos, quedando prohibida la entrada al público, por ese mismo motivo, al museo se le llegó a crear la matriz de opinión en los medios de estado, publicidad y propaganda estadounidenses como Cofre del Tesoro Privado de Saddam con la intención de seguir colocando la opinión pública en contra de Saddam H.

### Invasión de Irak de 2003

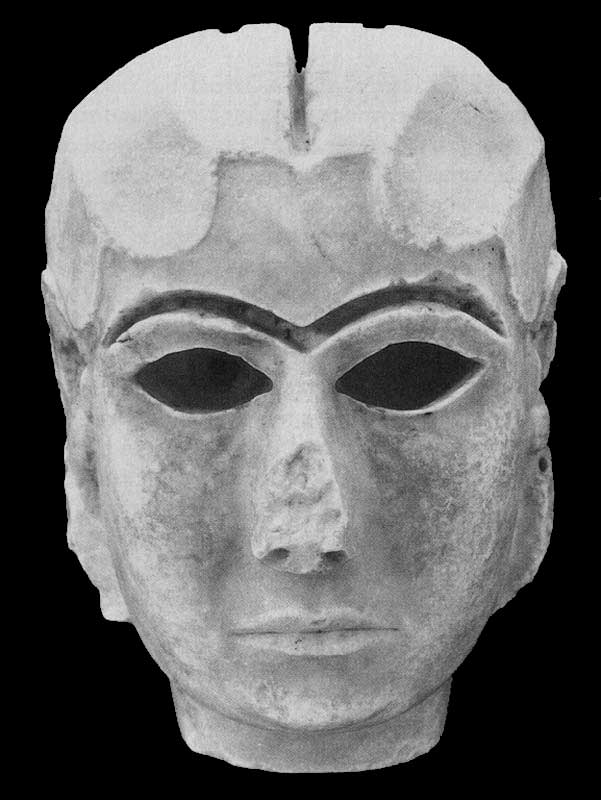
Imagen de la Máscara de Warka o Dama de Warka

Meses antes de que se produjera la invasión de Irak de 2003, a partir de diciembre y enero, varios expertos en antigüedades, incluidos los representantes de la American Council for Cultural Policy pidieron al Pentágono y al gobierno del Reino Unido que garantizaran la seguridad del museo, tanto de ataques como del posible saqueo. A pesar de que no se hicieron promesas, las fuerzas estadounidenses evitaron bombardear el lugar.

Los robos tuvieron lugar entre el 8 de abril y el 12 de abril, cuando algunos funcionarios regresaron al edificio. Fuerzas del ejército de los Estados Unidos, encabezadas por el coronel Mateo Marina Bogdanos, entraron en el recinto el 16 de abril, e iniciaron una investigación el 21 de ese mismo mes. El resultado de la investigación indicó que a pesar de las afirmaciones en sentido contrario, las fuerzas estadounidenses no habían saqueado el edificio y que hubo tres robos por parte de tres grupos distintos durante los cuatro días que permaneció sin funcionarios. Si bien el personal del museo había establecido un plan de almacenamiento para evitar robos y daños (también utilizado durante la Guerra Irán-Irak y durante la primera Guerra del Golfo), muchos objetos de grandes proporciones como estatuas, estelas y frisos se había dejado en las galerías públicas, protegidos con espuma y rodeados de sacos de arena. En total, cuarenta piezas fueron robadas de estas galerías, la mayoría de las cuales se encontraban entre las más valiosas. A partir de 2005, se pudieron recuperar trece objetos, incluyendo las tres más valiosas: el Jarrón sagrado de Warka (aunque roto en 14 piezas, el mismo estado en el que fue descubierto cuando se excavó), la Máscara de Warka y la Estatua de Bassetki.
Además, algunas secciones de almacenamiento también fueron saqueadas, aunque las puertas exteriores de acero no mostraron señales de haber sido forzadas. Aproximadamente 3100 piezas excavadas como jarras, vasijas, fragmentos de cerámica, etc. fueron robadas, de las cuales se han podido recuperar unas 3.000, entre las que no se recuperaron se encontraba un detalle que muestra a la diosa Innana. El robo pareció ser realizado de forma indiscriminada, por ejemplo, toda una plataforma de falsificaciones fue robada, mientras que dejaron una plataforma adyacente llena de piezas de valor incalculable.
El tercer suceso fue el robo en la sala de almacenamiento subterráneo, donde las pruebas indicaron que se realizó gracias a la colaboración de algún funcionario del museo. Los ladrones intentaron robar la mayoría de los objetos fácilmente transportables que habían sido intencionalmente almacenados en el lugar más remoto posible. Las pruebas indicaron que los ladrones poseían llaves de los armarios donde se almacenaban cuchillos y joyas, entre otros objetos preciosos, pero debido a que perdieron las llaves en la oscuridad de la cámara, al final terminaron robando 10 000 objetos pequeños que se encontraban en cajas de plástico ubicadas en el suelo. De todo ese material, casi 2.500 artículos se han podido recuperar.

### Recuperación de objetos robados
Tras las numerosas críticas que recibió el gobierno estadounidense por no evitar el saqueo del museo, varios equipos de agentes del FBI fueron enviados a Irak para buscar los objetos robados del museo. La Unesco por su parte, organizó una reunión de emergencia de expertos en antigüedades el 17 de abril de 2003 en París para hacer frente a las secuelas de los saqueos y los efectos globales que pueden suponer en el mercado de arte y antigüedades.
El 18 de abril de 2003, se creó en Estados Unidos el Proyecto Museo de Bagdad con la intención de asegurar al Museo Nacional de Irak que se harán todos los esfuerzos para la recuperación de su colección. En lugar de centrarse únicamente en la aplicación de la ley y en el actual mercado de antigüedades, el proyecto pretende establecer un amplio catálogo en línea de todos los objetos culturales que poseía el museo, crear un museo virtual de Bagdad que sea accesible al público en general desde Internet, construir un espacio de trabajo cooperativo virtual en tres dimensiones en el Museo de Bagdad para el diseño y recaudación de fondos, y establecer un centro de recursos virtual en el Museo de Bagdad para el desarrollo cultural de la comunidad.
Varios objetos saqueados del museo han sido recuperados en Jordania, Estados Unidos, Suiza, Japón, e incluso en eBay. Entre los detenidos por intentar traer antigüedades saqueadas a los Estados Unidos estaban un reportero y un cámara de la cadena Fox News.
El 7 de mayo de 2003, las autoridades estadounidenses anunciaron que cerca de 40.000 manuscritos y 700 objetos pertenecientes al Museo Nacional de Irak en Bagdad se recuperaron en suelo estadounidense gracias a la colaboración entre los agentes de aduanas y expertos del museo de Irak. Por otro lado, algunos saqueadores devolvieron los artículos que poseían ilícitamente a cambio de recompensas o promesas de amnistía. Algunos objetos que se creían desaparecidos aparecieron escondidos en bóvedas secretas de almacenamiento dentro del museo antes de que estallara la guerra.
El 7 de junio de 2003, las autoridades estadounidenses anunciaron que los tesoros de fama mundial de Nimrud fueron localizados en una bóveda secreta localizada dentro del Banco Central de Irak. El tesoro estaba compuesto por collares, placas, aretes de oro, anillos, tazones y frascos.

### Reapertura
El 23 de febrero de 2009, el museo volvió a abrir sus puertas. En un principio, sólo 6 de sus 24 salas se han abierto al público, y sólo se podía acceder con cita previa. El 28 de febrero de 2015 se inaugura oficialmente, como respuesta del gobierno iraquí a la destrucción del Museo de Mosul por parte del grupo terrorista Estado Islámico.

## Colecciones
Debido a la gran riqueza arqueológica de la civilización mesopotámica, sus colecciones se encuentran entre las más importantes del mundo. La relación británica con el museo (y con Irak) significa que las exposiciones han sido siempre mostradas tanto en inglés como en árabe. A lo largo de las 28 galerías y bóvedas que componen el museo, se pueden observar importantes obras comprendidas entre los más de 5.000 años de historia de Mesopotamia. Entre las obras se destacan una estatua de bronce de Nippur de unos 4.000 años representando a Urnnammu, un cilindro de 5.000 años que muestra una escritura Cuneiforme de Babilonia de la época del rey Nabucodonosor, el sagrado Jarrón Warka hecho de alabastro 3200 años a. C.

## Piezas destacadas
- Arpa de Ur
- Dama de Warka
- Vaso sagrado de Warka
- Tablillas de arcilla